# Chemielogistik
Die Chemielogistik ist ein Spezialgebiet der Logistik, die sich mit den Besonderheiten des logistischen Umgangs mit Chemikalien befasst. Sie beinhaltet das Planen, Steuern und Optimieren von Transport und Lagerung von Chemikalien. Ein Sonderfall ist dabei der Umgang mit Gefahrstoffen, aus deren speziellen Anforderungen an Sicherheit und die Erfüllung von Vorschriften sich besondere Logistikkonzepte ergeben.

## Entwicklung der Chemielogistik
Chemieunternehmen betrieben ihre Logistik, wie Lagerung und Transport, lange Zeit selbst, da hohe Anforderungen an Personal und Ausstattung gestellt werden. Heute (2018) sind Auslagerungen an jene logistischen Dienstleister, die selbst aus verkauften Anteilen der Chemiekonzerne bestehen, der Regelfall. Die Chemieindustrie konnte 2010 eine Umsatzsteigerung von 20 % erzielen. Verwendungen von Chemikalien finden in immer mehr Bereichen statt, vorzugsweise in der Industrie. Um die Nachfrage der Verbraucher zu befriedigen und dabei die Besonderheiten, die Chemikalien mit sich bringen, beachten zu können, hat sich ein eigener Zweig der Logistik entwickelt, die Chemielogistik.

## Abgrenzung zur konventionellen Logistik
Was die Chemielogistik von anderen Logistiken unterscheidet, sind die Charakteristika, die sowohl organische als auch anorganische Chemikalien mit sich bringen. Transportieren, Lagern und Umschlagen sind die Bereiche, in die man die Logistik aufteilt. In der Chemielogistik liegt die Aufmerksamkeit in den Teilbereichen hierbei, dass es sich um die verschiedensten Arten von Gefahrenstoffen handelt. Ein Maß an Sicherheit und Kontrolle muss zuverlässig garantiert werden. Dadurch verschiebt sich die Wichtung im Auftrag der Logistik: Sechs-R-Regel.

## Aufgaben der Chemielogistik
Der logistische Auftrag (die Sechs-R-Regel) besteht darin, die richtige Menge der richtigen Objekte am richtigen Ort, in der richtigen Qualität, zum richtigen Zeitpunkt, zu den richtigen Kosten zur Verfügung zu stellen. Eine optimierte Vernetzung der weltweiten Chemiestandorte ist folglich für die Logistik eine bedeutende Aufgabe, um mit wachsenden Anforderungen an Flexibilität, Transparenz und auch Sicherheit Schritt halten zu können. Optimierte Logistikprozesse sorgen für strategische Wettbewerbsvorteile.
Die Hauptaufgaben der Chemielogistik ist das Gestalten und Optimieren, das Steuern, das Ausführen und das Überwachen der Supply Chain, in Bezug auf Beschaffung, Produktion und Distribution von Chemikalien.

## Lagerung
Eine sichere Lagerung der Chemikalien muss zum Schutz aller und auch der Umwelt vorgenommen werden. Daher braucht es eine Großzahl von verschiedenen Lagern, dazu gehören Feststofflager, Gaslager, Kühllager, Flüssigkeitenlager, Explosivstofflager usw. Diese müssen unter ständiger Überwachung durch zum Beispiel Monitoring und Audit Trail stehen. Die Chemikalien liegen als Gefahrenstoffe beim Lagern vor und werden in verschiedenen Gefahrenstoffklassen unterschieden, so werden auch die Sicherheitsmaßnahmen, was beispielsweise Brandgefahr, Explosionsgefahr und Vergiftung angeht angepasst. Die Kennzeichnung der Chemikalien findet nach GHS statt (GHS ist ein weltweites System zur Vereinheitlichung und Harmonisierung der Einstufung und Kennzeichnung von Chemikalien).

### Maßnahmen, um Chemikalien zu lagern
- Das Lagerkonzept und die Gefährdungsbeurteilung müssen durch den Arbeitgeber erstellt werden. Dieser ist zusätzlich verpflichtet, darauf zu achten, dass Sicherheitsdatenblätter und Schutzkleidung zur Verfügung stehen, Bestimmungen eingehalten und verantwortliche Mitarbeiter geschult werden.[2]
- Für das Lagern und die damit verbundenen Tätigkeiten müssen ergänzend Betriebsanweisungen vorliegen, die das Verhalten im Umgang mit den Chemikalien sowie mit der Lagerung festschreiben.
- Auch ein Notfallplan, der das Verhalten im Fall von Feuer, Unfall oder Leckagen beschreibt, muss für jedes Lager erstellt werden. Dieser sollte an gut sichtbarer Stelle im Lager aufgehängt werden.
- Lagereinrichtungen müssen erstmals bei ihrer Einrichtung und später in regelmäßigen Abständen auf ihre Funktion, Zuverlässigkeit und Wirksamkeit hin überprüft werden.[1]

Grundsätzlich muss ein Lager für Chemikalien folgendes aufweisen. Das Lager muss auf dichtem, festem Boden stehen und vor Hochwasser geschützt sein. Lagerräume müssen chemikalienbeständige Baumaterialien aufweisen. Zugangswege und Fluchtwege müssen zu jeder Zeit voll zugänglich sein. Der Lagerraum darf nur für befugte Personen zugänglich sein. Der Lagerraum muss die Anforderungen des Brandschutzes erfüllen, aus nicht brennbaren Materialien bestehen und über ausreichend Feuerlöscheinrichtungen verfügen. Der Lagerraum muss ausreichend beleuchtet sein und die Lampen dürfen nicht die gelagerten Produkte erwärmen. Mit geeigneten Auffangeinrichtungen muss für den Fall, dass Chemikalien freigesetzt werden, gesorgt sein.

### Gefährdungsbeurteilung
Eine Gefährdungsbeurteilung muss durchgeführt werden (nach § 5 und 6 des ArbSchG), um zu ermitteln ob es sich bei der Lagerung der Chemikalien oder Gefahrenstoffe um eine Gefährdung für Beschäftigte oder andere Personen handelt. In welchen Mengen dürfen Chemikalien an bestimmten Orten gelagert werden? Über welche gefährlichen Eigenschaften verfügen sie? Wichtige Informationen zur Gefährdungsbeurteilung einzelner Chemikalien liefern dazu die Produktkennzeichnungen und die Sicherheitsdatenblätter. Nicht nur die einzelnen Produkte, sondern auch die organisatorischen Arbeitsabläufe wie die Anlieferung von Neuprodukten oder die Reinigung von leeren Sammel- und Sicherheitsbehältern sind für die richtige Lagerung von Bedeutung. Die Lagerung von Gefahrstoffen wird in der Gefahrstoffverordnung vom 15. November 2016 geregelt.

### Übergreifendes Lagerkonzept
Im Lagerkonzept werden alle sicherheitsrelevanten Aspekte eines Lagers von den Räumlichkeiten über die Organisation der Lagerabläufe bis hin zur Dokumentation von Art und Menge der chemischen Stoffe festgehalten. Das Lagerkonzept bietet somit nicht nur einen guten Überblick über eingelagerte Stoffe, sondern kann bei Gefahren vorbeugen und im Notfall die notwendigen Informationen liefern. Über so ein Lagerkonzept sollten daher generell alle Betriebe verfügen, die chemische Stoffe aufbewahren.
Da es sich bei den Chemikalien um Gefahrenstoffe handelt, ist eine geeignete und genügend gekennzeichnete Verpackung zu wählen. Diese müssen geschlossen sein und nach Möglichkeit in der Originalverpackung gelagert sein. Das austreten der Stoffe muss ausgeschlossen werden können. Auch dürfen unterschiedliche Gefahrenstoffklassen nur separat gelagert werden.
Auch dürfen Chemikalien nicht frei gestapelt werden, je nach Sicherheitsbeschreibung kann auch ein Stapelverbot vorgeschrieben sein.

### Einlagerungsplan
Für die notwendige Übersicht über eingelagerte Produkte sorgt ein Einlagerungsplan, der Angaben zum konkreten Standort und zu den Mengen der verschiedenen Chemikalien enthält. Dieser Plan sollte Angaben zu den Bezeichnungen der Chemikalien, zu den gefährlichen Eigenschaften, zur zugelassenen Gesamtlagermenge und zu den verschiedenen Lagerabschnitten enthalten.

### Lagerort
Um Chemikalien richtig zu lagern gilt, dass eine Lagerung an Orten verboten ist, an denen es zu einer erhöhten Gefährdung von Personen kommen kann. Dazu zählen u. a. Treppen, Flure, Pausen- und Sanitätsräume so wie auch Wohnräume. Vor allem für die Lagerung von großen Mengen an chemisch-technischen Produkten ist ein separates Lager wichtig. Für die Lagerung in Arbeitsräumen gelten bestimmte Bedingungen. Unter Umständen kann die Aufbewahrung von Chemikalien in Sicherheitsschränken, sogenannten Gefahrstoffschränken, erfolgen.

### Zusammenlagerung von chemischen Stoffen
Immer dann, wenn durch die gemeinsame Lagerung von unterschiedlichen Chemikalien eine Gefährdungserhöhung eintreten würde, dürfen die Produkte nicht zusammen gelagert werden. Chemikalien sollen insbesondere dann nicht gemeinsam gelagert werden, wenn
- sie unterschiedliche Löschmittel benötigen
- sie unterschiedliche Temperaturen benötigen
- sie bei der Freisetzung miteinander reagieren oder zu einem Brand führen können. Jedoch dürfen auch nicht alle Chemikalien mit ähnlichen Stoffen zusammengelagert werden. Erschwerend kommt hinzu, dass über die Kennzeichnung nicht immer Rückschlüsse auf mögliche Reaktionen zwischen unterschiedlichen Chemikalien gezogen werden können. In folgenden Fällen, bei chemischen Stoffen mit unterschiedlichen Gefahrenmerkmalen, ist eine Separatlagerung vorgeschrieben:
- Explosionsgefährliche Stoffe müssen separat von anderen Gefahrstoffen gelagert werden[10]
- Selbstentzündliche Stoffe müssen separat von Gefahrstoffen, die explosionsgefährlich sind, brennen oder einen Brand fördern können, gelagert werden
- Brandfördernde Stoffe müssen separat von brennbaren Stoffen gelagert werden

Generell gilt, dass entzündbare Flüssigkeiten nicht mit Gefahrstoffen zusammen gelagert werden dürfen. Sie müssen in separaten Sicherheitsschränken und in eigenen Regalwannen aufbewahrt werden.
Die Zusammenlagerungstabelle der technischen Regeln für Gefahrstoffe gibt einen Überblick über Lagerungsmöglichkeiten und ist eine Entscheidungshilfe für die Zusammenlagerung von Gefahrstoffen. Sie gibt an, ob und in welcher Form eine Zusammenlagerung erlaubt bzw. verboten ist. Hinweise zur Zusammenlagerung von Chemikalien können auch immer den Sicherheitsdatenblättern der einzelnen Produkte entnommen werden.

## Transport

### Transportmittel
Die zu transportierenden Chemikalien können Gefahrgut sein. Laut Gefahrgutbeförderungsgesetz sind gefährlichen Güter „Stoffe und Gegenstände, von denen auf Grund ihrer Natur, ihrer Eigenschaften oder ihres Zustandes im Zusammenhang mit der Beförderung Gefahren für die öffentliche Sicherheit oder Ordnung, insbesondere für die Allgemeinheit, für wichtige Gemeingüter, für Leben und Gesundheit von Menschen sowie für Tiere und Sachen ausgehen können“.
Die Vorschriften zu Kennzeichnung und Ladungssicherung von gefährlichen Gütern unterscheiden sich je nach Transportart. Weiter existieren Regelungen für die internationale Beförderungen von Gefahrengütern, wie ADR für Straßentransporte, ADN für Binnenwassertransporte, RID für Schienenverkehr und IATA für Luftfracht. Diese überstaatlichen Vorschriften werden in den einzelnen Ländern durch nationale Gesetzgebung in das nationale Recht übernommen. 2007 wurden 395 Millionen Tonnen an Chemikalien transportiert, davon galten 40 % als Gefahrengut (davon 70 % Mineralölerzeugnisse). Chemikalien werden in 13 Gefahrgutklassen unterteilt. Zum Transport zählt auch Übernahme und Abnahme der Güter, daher beginnt der Transport mit der Verpackung und endet, wenn das Gut wieder ausgepackt wird.
Während des Transports von Gefahrgütern können diese stärker als Nicht-Gefahrgüter überwacht werden. Dazu dienen Telematik-Systeme wie z. B. Roundtrip-Monitoring, Geofencing und Temperaturmonitoring. Die daraus resultierende Transparenz der Supply-Chain durch Informationsübermittlung in Echtzeit hilft zudem, Aufträge zu optimieren.

### Lieferanten

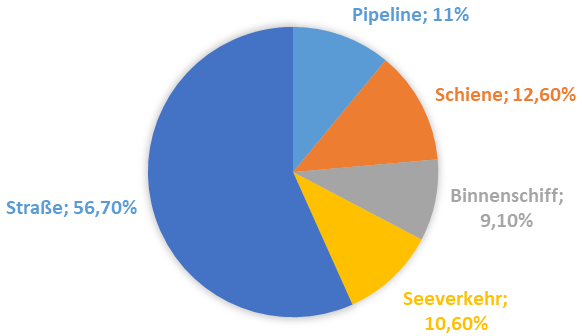
Beförderung, chemischer Erzeugnisse nach Verkehrswegen, in 2012 - Insgesamt: 253,7 Millionen Tonnen

Die Lieferketten der deutschen Chemieindustrie sind zunehmend international vernetzt.
Im Jahr 2014 wurden in Deutschland etwa 245,1 Millionen Tonnen chemischer Erzeugnisse (per Pipeline) transportiert. Damit ist die chemische Industrie in Deutschland eine der transportintensivsten Branchen. Sie verantwortet 6,2 Prozent des gesamten Güterverkehrsaufkommens. Bundesweit ist sie der zweitgrößte Auftraggeber von Transportdienstleistungen, denn ein Großteil der Chemieproduktion geht an industrielle Weiterverarbeitung.

## Outsourcing
Outsourcing beschreibt allgemein eine Organisationsform, bei der ein Unternehmen komplette Arbeitsbereiche oder Teile davon einer anderen Firma übergibt, um Kosten zu sparen.
Unternehmen der Chemieindustrie entscheiden sich für das Outsourcing, um:
- Kosten von 10 bis 15 % durchschnittlich zu reduzieren
- sich auf das Kerngeschäft zu fokussieren
- Prozesse zu optimieren[16]
- Leistungen gemäß den Richtlinien sicher abwickeln zu lassen

## Trends

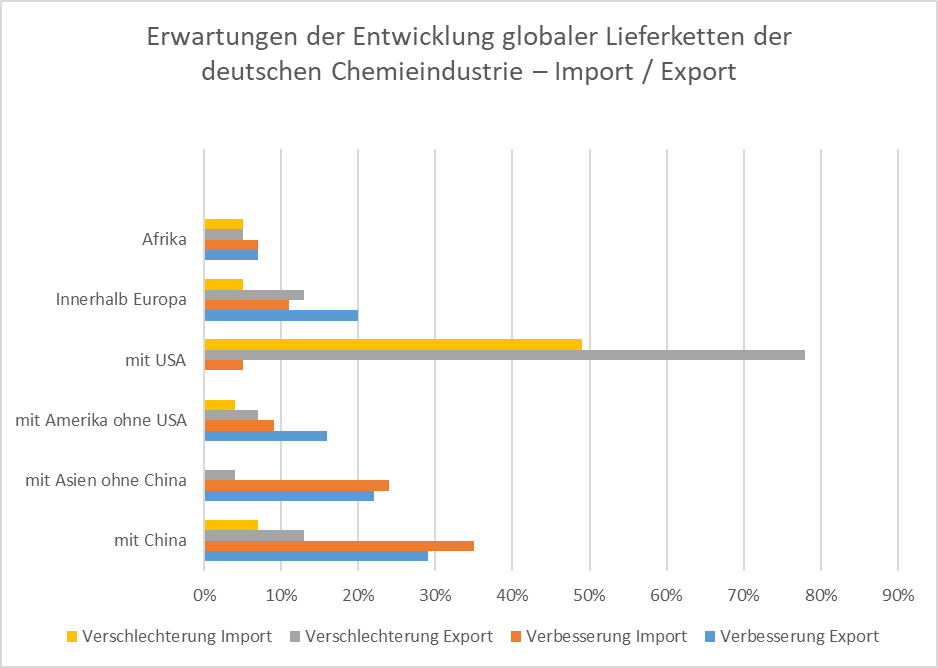
Erwartungen der Entwicklung der globalen Lieferkette

Als generelle Trends gelten Outsourcing und Globalisierung der Wertschöpfungsketten. Als Handelspartner für Deutschland gewinnt China immer mehr an Bedeutung, da der Staat trotz steigender Produktion den eigenen Bedarf an chemischen Produkten nicht decken kann. Im März 2017 lag China diesbezüglich bei einem Defizit von 60 Milliarden Euro.
Der Trend zur Versorgungssicherheit der Chemieproduktion zu Chemie-Vertriebstandorten soll durch sogenannte Chemie-Hubs europaweit gewährleistet werden. Diese Hubs sollen als Konglomerat der Chemiestandorte oder als Lager und Umschlagspunkt mit ausgezeichneten logistischen Voraussetzungen verstanden werden. Momentan (2018) müssen aufgrund von inkompatiblen Bahn- und Straßennetzwerken, rechtlichem oder nicht vorhandenen Standards in Europa verzichtet werden.

## Ausbildung
Die Chemieindustrie ist, bezogen auf den Umsatz, der drittgrößte Industriezweig in Deutschland. Zu ihren größten Unternehmen gehören in Deutschland die BASF und die Bayer AG. Eine spezielle Ausbildung zum Logistiker in der Chemie gibt es trotz der Größe der Branche bis 2018 nicht. Eine reguläre Ausbildung zum Lagerlogistiker wird mit entsprechenden Weiterbildungen in den Chemieunternehmen ergänzt. Auch kann man zwischen verschiedenen Logistikstudiengängen wählen, bei denen man jedoch auch nur durch Weiterbildungen das benötigte chemikalische Wissen erlangen kann. An der Hochschule Kaiserslautern existiert, einmalig in Deutschland, seit 2015 der Studiengang Chemie- und Pharmalogistik.